# Luche还原反应
Luche还原反应（Luche reduction）
α,β-不饱和酮在三氯化铈存在下为硼氢化钠选择性还原为相应的烯丙醇。
反应一般在甲醇或乙醇等醇类溶剂中进行。
反应的选择性可通过软硬酸碱理论来解释。硼氢化钠发生甲醇解生成的甲氧基硼氢化钠是较硼氢化钠更“硬”的还原剂，因此倾向于与不饱和酮中较硬的1,2-羰基部分进行反应。而且，路易斯酸性的三氯化铈通过配位，增强了甲醇的活性，也提高了羰基的亲电性。